# 斯威特沃特 (愛達荷州)
斯威特沃特（英語：Sweetwater）是位於美國愛達荷州內茲珀斯縣的一個人口普查指定地區。

## 地理
斯威特沃特的座標為46°22′21″N 116°47′35″W / 46.37250°N 116.79306°W，而該地最高點為海拔高度334米（即1096英尺）。

## 人口
根據2010年美國人口普查的數據，斯威特沃特的面積為3.08平方千米，當中陸地面積為3.08平方千米，而水域面積為0.00平方千米。當地共有人口143人，而人口密度為每平方千米46.43人。